# Boyabat
Boyabat là một huyện thuộc tỉnh Sinop, Thổ Nhĩ Kỳ. Huyện có diện tích 1475 km² và dân số thời điểm năm 2007 là 42433 người, mật độ 29 người/km².